# SBS 파워FM
SBS 파워FM은 대한민국의 방송사 SBS의 연예오락, 대중음악 전문 라디오 채널이다.

## 개요
송출 지역이 수도권 지역에만 국한되어 있는 KBS 쿨FM과는 달리, MBC FM4U처럼 프로그램 제작국인 SBS를 비롯한, 9개 지역민방 네트워크를 통하여 전국적으로 일제히 송출된다.
대표 프로그램으로 오후 2시 ~ 오후 4시 사이 청취율 1위를 보유 중인 《두시탈출 컬투쇼》, 1996년 11월 14일 개국 이후부터 2024년 8월 4일까지 최장수 프로그램인 《최화정의 파워타임》 후속으로, 2024년 8월 5일 방송 된 진행자 변동 없이 유지되고 있는 《12시엔 주현영》 등이 있다.

## 역사
SBS 파워FM은 1996년 11월 14일에 개국하였다. 개국 전 3개월간 시험 방송을 하였으며, 시험 방송 기간에는 음악만을 방송하였다. 개국 당시 1년 동안에는 《SBS 인기가요》의 전신인 《생방송 TV 가요 20》을 TV 채널과 동시에 방송하거나, 매주 일요일마다 가수들의 콘서트 실황 중계를 한 적이 있었다.
FM 키 스테이션은 SBS 러브FM과 더불어 관악산에 위치해 있다. 이 때문에 경기도 북부 일부 지역은 관악산 전파가 도봉산, 북한산, 수락산에 막혀서 수신이 어려웠다. 그러다가 2010년 11월 9일에 동두천 중계소가 개국하면서 매우 양호한 수신이 가능하게 되었다.

## 연혁
- 1996년 10월 30일 : 시험 방송 개시.
- 1996년 11월 14일 : 방송 개국(호출부호 HLSQ-FM, 수도권 FM 107.7MHz). 최화정의 파워타임(낮 12:00 ~ 오후 2:00) 방송 개시.
- 1997년 9월 9일 : PSB 블루웨이브FM(호출부호 HLDG-FM, 부산권 FM 99.9MHz) 개국.
- 1997년 11월 28일 : TBC와 네트워크 협정 체결.
- 1997년 12월 1일 : TBC Dream FM(호출부호 HLDE-FM, 대구권 FM 99.3MHz) 개국으로 SBS 파워FM 첫 네트워크 구축.
- 1997년 12월 11일 : PSB(현 KNN)와 네트워크 협정 체결, TJB와 네트워크 협정 체결. SBS 파워FM 네트워크로 편입.
- 1998년 2월 2일 : kbc My FM(호출부호 HLDH-FM. 광주권 FM 101.1MHz/전남동부권 96.7MHz) 개국, 추억찾기, 뮤직서핑 방송 시작.
- 1998년 3월 2일 : TJB POWER FM(호출부호 HLDF-FM, 대전권 FM 95.7MHz) 개국.
- 2000년 : PSB 블루웨이브FM → PSB 라디오 사명변경.
- 2000년 11월 14일 : 최화정의 파워타임 방송 4주년.
- 2001년 2월 2일 : kbc My FM 개국 3주년.
- 2001년 3월 1일 : TBC Dream FM 조항산 중계소 개소(포항권 FM 99.7MHz).
- 2001년 3월 2일 : TJB POWER FM 개국 3주년.
- 2001년 8월 28일 : JTV MAGIC FM(호출부호 HLDQ-FM, 전북권 FM 90.1MHz) 개국.
- 2001년 9월 1일 : ubc Green FM(호출부호 HLDP-FM, 울산권 FM 92.3MHz) 개국.
- 2001년 9월 26일 : CJB JOY FM(호출부호 HLDR-FM, 청주권 FM 101.5MHz) 개국.
- 2001년 10월 2일 : 아름다운 이 아침 김창완입니다 방송 1주년.
- 2001년 11월 14일 : 최화정의 파워타임 방송 5주년.
- 2001년 12월 1일 : TBC Dream FM 개국 4주년.
- 2002년 1월 1일 : TJB POWER FM 임오년 새해 첫날, 원효봉 중계소 개소(충남 서해안권 FM 96.5MHz).
- 2002년 2월 2일 : kbc My FM 개국 4주년.
- 2002년 3월 2일 : TJB POWER FM 개국 4주년.
- 2002년 4월 15일 : 허수경의 가요풍경 방송 시작.
- 2002년 8월 28일 : JTV MAGIC FM 개국 1주년.
- 2002년 9월 1일 : ubc Green FM 개국 1주년.
- 2002년 9월 26일 : CJB JOY FM 개국 1주년.
- 2002년 10월 2일 : 아름다운 이 아침 김창완입니다 방송 2주년.
- 2002년 11월 14일 : 최화정의 파워타임 방송 6주년.
- 2002년 12월 1일 : TBC Dream FM 개국 5주년.
- 2003년 2월 2일 : kbc My FM 개국 5주년.
- 2003년 3월 2일 : TJB POWER FM 개국 5주년.
- 2003년 6월 1일 : JIBS New Power FM(호출부호 HLQC-FM, 제주권 FM 101.5MHz/서귀포권 FM 98.5MHz) 개국.
- 2003년 6월 2일 : JIBS New Power FM 이정민의 뉴파워 FM 방송 시작.
- 2003년 8월 28일 : JTV MAGIC FM 개국 2주년.
- 2003년 9월 1일 : ubc Green FM 개국 2주년.
- 2003년 9월 26일 : CJB JOY FM 개국 2주년.
- 2003년 10월 2일 : 아름다운 이 아침 김창완입니다 방송 3주년.
- 2003년 10월 10일 : GTB Fresh FM(호출부호 HLCG-FM, 춘천권 FM 105.1MHz/강릉권 FM 106.1MHz) 개국으로 SBS 파워FM 네트워크 전국망 구축 완료.
- 2003년 11월 14일 : 최화정의 파워타임 방송 7주년.
- 2003년 12월 1일 : TBC Dream FM 개국 6주년.
- 2004년 2월 2일 : kbc My FM 개국 6주년.
- 2004년 3월 1일 : 사옥 및 연주소 이전(여의도 → 목동).
- 2004년 3월 2일 : TJB POWER FM 개국 6주년.
- 2004년 5월 2일 : 씨네타운 방송 폐지.
- 2004년 6월 1일 : JIBS New Power FM 개국 1주년.
- 2004년 7월 5일 : kbc My FM 뮤직포에버 방송 시작.
- 2004년 8월 28일 : JTV MAGIC FM 개국 3주년.
- 2004년 9월 1일 : ubc Green FM 개국 3주년.
- 2004년 9월 26일 : CJB JOY FM 개국 3주년.
- 2004년 10월 2일 : 아름다운 이 아침 김창완입니다 방송 4주년.
- 2004년 10월 18일 : G1 Fresh FM 예감 좋은 날 방송 시작.
- 2004년 11월 14일 : 최화정의 파워타임 방송 8주년.
- 2004년 12월 1일 : TBC Dream FM 개국 7주년.
- 2005년 2월 2일 : kbc My FM 개국 7주년.
- 2005년 3월 2일 : TJB POWER FM 개국 7주년.
- 2005년 5월 1일 : 생생가요 방송 폐지.
- 2005년 5월 2일 : 행복한 아침 방송 시작.
- 2005년 5월 8일 : JTV MAGIC FM 이윤숙의 뮤직익스프레스 방송 시작.
- 2005년 6월 1일 : JIBS New Power FM 개국 2주년.
- 2005년 7월 4일 : G1 Fresh FM 뮤직블로그 방송 시작.
- 2005년 8월 28일 : JTV MAGIC FM 개국 4주년.
- 2005년 9월 1일 : ubc Green FM 개국 4주년.
- 2005년 9월 26일 : CJB JOY FM 개국 4주년.
- 2005년 10월 2일 : 아름다운 이 아침 김창완입니다 방송 5주년.
- 2005년 10월 31일 : 씨네타운 방송 시작.
- 2005년 11월 14일 : 최화정의 파워타임 방송 9주년.
- 2005년 12월 1일 : TBC Dream FM 개국 8주년.
- 2006년 2월 2일 : kbc My FM 개국 8주년.
- 2006년 3월 2일 : TJB POWER FM 개국 8주년.
- 2006년 5월 1일 : 두시탈출 컬투쇼(오후2:00 ~ 오후4:00) 방송 개시.
- 2006년 5월 14일 : PSB 라디오 → KNN 라디오 사명변경.
- 2006년 6월 1일 : JIBS New Power FM 개국 3주년.
- 2006년 8월 28일 : JTV MAGIC FM 개국 5주년.
- 2006년 9월 1일 : ubc Green FM 개국 5주년.
- 2006년 9월 9일 : KNN 파워FM 개국 9주년.
- 2006년 9월 26일 : CJB JOY FM 개국 5주년.
- 2006년 10월 2일 : 아름다운 이 아침 김창완입니다 방송 6주년.
- 2006년 10월 9일 : G1 Fresh FM 오유진의 예감좋은날 방송 시작.
- 2006년 11월 13일 : TBC Dream FM 가요 에세이 방송 시작.
- 2006년 11월 14일 : SBS 파워FM 개국 10주년, 최화정의 파워타임 방송 10주년.
- 2006년 12월 1일 : TBC Dream FM 개국 9주년.
- 2007년 2월 2일 : kbc My FM 개국 9주년.
- 2007년 3월 2일 : TJB POWER FM 개국 9주년.
- 2007년 4월 15일 : 영스트리트, 러브게임, 스위트뮤직박스, 허수경의 가요풍경 방송 폐지.
- 2007년 4월 16일 : 동고동락, 러브러브, 그대의 향기, 김창열의 올드스쿨 방송 시작.
- 2007년 5월 1일 : 두시탈출 컬투쇼 방송 1주년.
- 2007년 6월 1일 : JIBS New Power FM 개국 4주년.
- 2007년 8월 28일 : JTV MAGIC FM 개국 6주년.
- 2007년 9월 1일 : ubc Green FM 개국 6주년.
- 2007년 9월 9일 : KNN 파워FM 개국 10주년.
- 2007년 9월 26일 : CJB JOY FM 개국 6주년.
- 2007년 10월 2일 : 아름다운 이 아침 김창완입니다 방송 7주년.
- 2007년 11월 4일 : 러브러브 방송 폐지.
- 2007년 11월 5일 : 스위트뮤직박스 방송 시작.
- 2007년 11월 14일 : 최화정의 파워타임 방송 11주년.
- 2007년 12월 1일 : TBC Dream FM 개국 10주년.
- 2008년 2월 2일 : kbc My FM 개국 10주년.
- 2008년 3월 2일 : TJB POWER FM 개국 10주년.
- 2008년 5월 1일 : 두시탈출 컬투쇼 방송 2주년.
- 2008년 6월 1일 : JIBS New Power FM 개국 5주년.
- 2008년 8월 28일 : JTV MAGIC FM 개국 7주년.
- 2008년 9월 1일 : ubc Green FM 개국 7주년.
- 2008년 9월 9일 : KNN 파워FM 개국 11주년.
- 2008년 9월 26일 : CJB JOY FM 개국 7주년.
- 2008년 10월 2일 : 아름다운 이 아침 김창완입니다 방송 8주년.
- 2008년 10월 26일 : 그대의 향기 방송 폐지.
- 2008년 10월 27일 : 러브게임 방송 재개.
- 2008년 10월 29일 : TBC Dream FM 장진영의 그대 창가에서 방송 시작.
- 2008년 11월 2일 : JTV MAGIC FM 안준성의 스포츠익스프레스 방송 시작.
- 2008년 11월 14일 : 최화정의 파워타임 방송 12주년.
- 2008년 12월 1일 : TBC Dream FM 학가산 중계소 개소(안동권 FM 106.5MHz), TBC Dream FM 개국 11주년.
- 2009년 2월 2일 : kbc My FM 개국 11주년.
- 2009년 3월 2일 : TJB POWER FM 개국 11주년.
- 2009년 5월 1일 : 두시탈출 컬투쇼 방송 3주년.
- 2009년 6월 1일 : GTB Fresh FM 윗도골 중계소 개소(원주권 FM 103.1MHz), JIBS New Power FM 개국 6주년.
- 2009년 8월 28일 : JTV MAGIC FM 개국 8주년.
- 2009년 9월 1일 : ubc Green FM 개국 8주년.
- 2009년 9월 9일 : KNN 파워FM 개국 12주년.
- 2009년 9월 26일 : CJB JOY FM 개국 8주년.
- 2009년 10월 2일 : 아름다운 이 아침 김창완입니다 방송 9주년.
- 2009년 11월 14일 : 최화정의 파워타임 방송 13주년.
- 2009년 12월 1일 : TBC Dream FM 개국 12주년.
- 2010년 2월 2일 : kbc My FM 개국 12주년.
- 2010년 3월 2일 : TJB POWER FM 개국 12주년.
- 2010년 3월 28일 : 동고동락 방송 폐지.
- 2010년 3월 29일 : 영스트리트 방송 시작.
- 2010년 5월 1일 : 두시탈출 컬투쇼 방송 4주년.
- 2010년 6월 1일 : JIBS New Power FM 개국 7주년.
- 2010년 8월 28일 : JTV MAGIC FM 개국 9주년.
- 2010년 9월 1일 : ubc Green FM 개국 9주년.
- 2010년 9월 9일 : KNN 파워FM 개국 13주년.
- 2010년 9월 26일 : CJB JOY FM 개국 9주년.
- 2010년 10월 2일 : 아름다운 이 아침 김창완입니다 방송 10주년.
- 2010년 11월 1일 : TBC Dream FM 드림FM 가요퍼레이드 방송 시작.
- 2010년 11월 9일 : SBS 파워FM 동두천 중계소 개소(경기북부권 FM 100.3MHz).
- 2010년 11월 14일 : 최화정의 파워타임 방송 14주년.
- 2010년 12월 1일 : TBC Dream FM 개국 13주년.
- 2010년 12월 29일 : KNN 라디오 불모산 중계소 개소(창원권 FM 102.5MHz).
- 2011년 2월 2일 : kbc My FM 개국 13주년.
- 2011년 3월 2일 : TJB POWER FM 개국 13주년.
- 2011년 4월 3일 : 스위트뮤직박스 방송 폐지.
- 2011년 4월 4일 : 오늘 같은 밤 방송 시작.
- 2011년 5월 1일 : 두시탈출 컬투쇼 방송 5주년.
- 2011년 6월 1일 : JIBS New Power FM 개국 8주년.
- 2011년 8월 8일 : 김영철의 Fun Fun English 방송 시작.
- 2011년 8월 14일 : 김영철의 Fun Fun English 방송 폐지.
- 2011년 8월 28일 : JTV MAGIC FM 개국 10주년.
- 2011년 9월 1일 : ubc Green FM 개국 10주년.
- 2011년 9월 9일 : KNN 파워FM 개국 14주년.
- 2011년 9월 26일 : CJB JOY FM 개국 10주년.
- 2011년 10월 2일 : 아름다운 이 아침 김창완입니다 방송 11주년.
- 2011년 10월 10일 : GTB Fresh FM → G1 Fresh FM 사명변경, G1 Fresh FM 개국 8주년.
- 2011년 11월 14일 : 최화정의 파워타임 방송 15주년.
- 2011년 11월 28일 : CJB JOY FM 가엽산 중계소 개소(충주권 FM 97.9MHz).
- 2011년 12월 1일 : TBC Dream FM 개국 14주년.
- 2011년 12월 16일 : G1 Fresh FM 함백산 중계소 개소(태백/삼척권 FM 99.3MHz).
- 2011년 12월 23일 : KNN 라디오 장군대산 중계소 개소(진주권 FM 105.5MHz).
- 2012년 : 상반기 청취율 조사에서 대한민국 라디오 전체 청취율 1위로 자체 최고기록 수립.
- 2012년 2월 2일 : kbc My FM 개국 14주년.
- 2012년 3월 2일 : TJB POWER FM 개국 14주년.
- 2012년 4월 29일 : 텐텐클럽 방송 폐지.
- 2012년 4월 30일 : 대단한 라디오 방송 시작.
- 2012년 5월 1일 : 두시탈출 컬투쇼 방송 6주년.
- 2012년 6월 1일 : JIBS New Power FM 개국 9주년.
- 2012년 8월 28일 : JTV MAGIC FM 개국 11주년.
- 2012년 9월 1일 : G1 Fresh FM 태기산 중계소 개소(평창/횡성권 FM 88.3MHz), ubc Green FM 개국 11주년.
- 2012년 9월 9일 : KNN 파워FM 개국 15주년.
- 2012년 9월 26일 : CJB JOY FM 개국 11주년.
- 2012년 10월 2일 : 아름다운 이 아침 김창완입니다 방송 12주년.
- 2012년 10월 10일 : G1 Fresh FM 개국 9주년.
- 2012년 11월 14일 : 최화정의 파워타임 방송 16주년.
- 2012년 12월 1일 : TBC Dream FM 개국 15주년.
- 2012년 12월 31일 : G1 Fresh FM 밤과 음악사이 연말 방송 시작.
- 2013년 1월 21일 : G1 Fresh FM 홍주연의 행복한 아침 방송 시작.
- 2013년 2월 2일 : kbc My FM 개국 15주년.
- 2013년 3월 2일 : TJB POWER FM 개국 15주년.
- 2013년 4월 14일 : 행복한 아침 방송 폐지.
- 2013년 4월 15일 : 애프터 클럽 방송 시작, TJB POWER FM 가요캠프 방송 시작.
- 2013년 4월 21일 : 씨네타운 S 방송 시작.
- 2013년 5월 1일 : 두시탈출 컬투쇼 방송 7주년.
- 2013년 6월 1일 : JIBS New Power FM 개국 10주년.
- 2013년 8월 23일 : CJB JOY FM 용두산 중계소 개소(제천/단양권 FM 102.7MHz).
- 2013년 8월 28일 : JTV MAGIC FM 개국 12주년.
- 2013년 9월 1일 : ubc Green FM 개국 12주년.
- 2013년 9월 9일 : KNN 파워FM 개국 16주년.
- 2013년 9월 16일: KNN 라디오 기장 중계소 개소(기장권 FM 96.3MHz).
- 2013년 9월 26일 : CJB JOY FM 개국 12주년.
- 2013년 10월 2일 : 아름다운 이 아침 김창완입니다 방송 13주년.
- 2013년 10월 10일 : G1 Fresh FM 개국 10주년.
- 2013년 11월 14일 : 최화정의 파워타임 방송 17주년.
- 2013년 12월 1일 : TBC Dream FM 개국 16주년.
- 2013년 12월 23일 : KNN 라디오 양산타워 중계소 개소(양산권 FM 96.3MHz).
- 2014년 2월 2일 : kbc My FM 개국 16주년.
- 2014년 3월 2일 : TJB POWER FM 개국 16주년.
- 2014년 4월 14일 : 뮤직하이 방송 폐지.
- 2014년 4월 15일 : 그럼에도 불구하고 방송 시작.
- 2014년 5월 1일 : 두시탈출 컬투쇼 방송 8주년.
- 2014년 6월 1일 : JIBS New Power FM 개국 11주년.
- 2014년 8월 28일 : JTV MAGIC FM 개국 13주년.
- 2014년 9월 1일 : ubc Green FM 개국 13주년.
- 2014년 9월 9일 : KNN 파워FM 개국 17주년.
- 2014년 9월 26일 : CJB JOY FM 개국 13주년.
- 2014년 10월 2일 : 아름다운 이 아침 김창완입니다 방송 14주년.
- 2014년 10월 10일 : G1 Fresh FM 개국 11주년.
- 2014년 11월 14일 : 최화정의 파워타임 방송 18주년.
- 2014년 12월 1일 : TBC Dream FM 개국 17주년.
- 2015년 1월 5일 : 이국주의 영스트리트 방송 시작.
- 2015년 2월 2일 : kbc My FM 개국 17주년.
- 2015년 3월 2일 : TJB POWER FM 개국 17주년.
- 2015년 5월 1일 : 그럼에도 불구하고 방송 폐지, 두시탈출 컬투쇼 방송 9주년.
- 2015년 5월 2일 : 빅스 엔 케이팝 방송 시작.
- 2015년 5월 10일 : TBC Dream FM 와룡산 중계소 개소(대구성서권 FM 106.5MHz).
- 2015년 6월 1일 : JIBS New Power FM 개국 12주년.
- 2015년 8월 28일 : JTV MAGIC FM 개국 14주년.
- 2015년 9월 1일 : ubc Green FM 개국 14주년.
- 2015년 9월 9일 : KNN 파워FM 개국 18주년.
- 2015년 9월 26일 : CJB JOY FM 개국 14주년.
- 2015년 10월 2일 : 아름다운 이 아침 김창완입니다 방송 15주년.
- 2015년 10월 10일 : G1 Fresh FM 개국 12주년.
- 2015년 11월 1일 : 대단한 라디오 방송 폐지.
- 2015년 11월 2일 : 사운드 오브 뮤직, 빅스 엔 케이팝, FM zine 방송 폐지.
- 2015년 11월 3일 : 고릴라 캐스트 방송 시작.
- 2015년 11월 7일 : 주말 유나이티드 방송 시작.
- 2015년 11월 14일 : 최화정의 파워타임 방송 19주년.
- 2015년 12월 1일 : TBC Dream FM 개국 18주년.
- 2016년 2월 2일 : kbc My FM 개국 18주년.
- 2016년 3월 2일 : TJB POWER FM 개국 18주년.
- 2016년 3월 27일 : 주말 유나이티드 방송 폐지.
- 2016년 3월 28일 : 배성재의 텐, 뮤직하이 방송 시작, KNN 파워FM 달콤한 수다 방송 시작.
- 2016년 5월 1일 : 두시탈출 컬투쇼 방송 10주년.
- 2016년 5월 9일 : KNN 파워FM 달콤한 수다 방송 폐지.
- 2016년 5월 10일 : KNN 라디오 → KNN 파워FM 사명변경, KNN 파워FM 음악본색, 하이~힐 방송 시작.
- 2016년 6월 1일 : JIBS New Power FM 개국 13주년.
- 2016년 7월 29일 : G1 Fresh FM 청대산 중계소 개소(속초/고성/양양권 FM 101.3MHz).
- 2016년 8월 28일 : JTV MAGIC FM 개국 15주년.
- 2016년 9월 1일 : ubc Green FM 개국 15주년.
- 2016년 9월 9일 : KNN 파워FM 개국 19주년.
- 2016년 9월 23일 : KNN 파워FM 감악산 중계소 개소(거창권 FM 106.7MHz).
- 2016년 9월 26일 : CJB JOY FM 개국 15주년.
- 2016년 10월 2일 : 아름다운 이 아침 김창완입니다 방송 16주년.
- 2016년 10월 10일 : G1 Fresh FM 개국 13주년.
- 2016년 10월 23일 : FM zine 방송 폐지.
- 2016년 11월 14일 : SBS 파워FM 개국 20주년, 최화정의 파워타임 방송 20주년.
- 2016년 12월 1일 : TBC Dream FM 개국 19주년.
- 2017년 2월 2일 : kbc My FM 개국 19주년.
- 2017년 3월 2일 : TJB POWER FM 개국 19주년.
- 2017년 3월 19일 : 오늘 같은 밤, 김창열의 올드스쿨 방송 폐지.
- 2017년 3월 20일 : 붐붐파워, NCT의 night night! 방송 시작, TJB POWER FM 심야영화관 방송 시작.
- 2017년 3월 26일 : G1 Fresh FM 홍주연의 행복한 아침, 밤과 음악사이 방송 폐지.
- 2017년 3월 27일 : 고릴라 캐스트 방송 시작, G1 Fresh FM 당신의 11시 방송 시작.
- 2017년 3월 28일 : G1 Fresh FM 홍주연의 달빛 라디오 방송 시작.
- 2017년 5월 1일 : 두시탈출 컬투쇼 방송 11주년.
- 2017년 5월 29일 : JIBS New Power FM 동네방송 최재혁의 6시 방송 시작.
- 2017년 6월 1일 : JIBS New Power FM 개국 14주년.
- 2017년 8월 28일 : JTV MAGIC FM 개국 16주년.
- 2017년 9월 1일 : ubc Green FM 개국 16주년.
- 2017년 9월 9일 : KNN 파워FM 개국 20주년.
- 2017년 9월 26일 : CJB JOY FM 개국 16주년.
- 2017년 10월 2일 : 아름다운 이 아침 김창완입니다 방송 17주년.
- 2017년 10월 10일 : G1 Fresh FM 개국 14주년.
- 2017년 10월 15일 : TBC Dream FM 장진영의 그대 창가에서 방송 폐지.
- 2017년 10월 16일 : TBC Dream FM 김선희의 그대 창가에서 방송 시작.
- 2017년 10월 29일 : G1 Fresh FM 홍주연의 달빛 라디오 방송 폐지.
- 2017년 10월 30일 : G1 Fresh FM 밤&, 이윤정의 예감 좋은 날 방송 시작, 오유진의 예감좋은날 방송 폐지.
- 2017년 11월 14일 : 최화정의 파워타임 방송 21주년.
- 2017년 12월 1일 : TBC Dream FM 개국 20주년.
- 2017년 12월 31일 : TBC Dream FM 가요 에세이 연말 방송 폐지.
- 2018년 1월 1일 : TBC Dream FM 달콤한 오후 이수정입니다 무술년 새해 첫날, 방송 시작.
- 2018년 2월 2일 : kbc My FM 개국 20주년.
- 2018년 2월 26일 : JIBS New Power FM 제주 서부지역 금악 중계소 개소(제주 서부지역 FM 97.5MHz).
- 2018년 3월 2일 : TJB POWER FM 개국 20주년.
- 2018년 5월 1일 : 두시탈출 컬투쇼 방송 12주년.
- 2018년 6월 1일 : JIBS New Power FM 개국 15주년.
- 2018년 8월 28일 : JTV MAGIC FM 개국 17주년.
- 2018년 9월 1일 : kbc My FM 광양 MyFM 라디오 개소 (광양 중계소: FM 90.7MHz), ubc Green FM 개국 17주년.
- 2018년 9월 3일 : JIBS New Power FM 김민경의 NOW JEJU 방송 시작.
- 2018년 9월 9일 : KNN 파워FM 개국 21주년.
- 2018년 9월 26일 : CJB JOY FM 개국 17주년.
- 2018년 9월 30일 : G1 Fresh FM 이윤정의 예감 좋은 날 방송 폐지.
- 2018년 10월 1일 : G1 Fresh FM 유한솔의 예감 좋은 날 방송 시작.
- 2018년 10월 2일 : 아름다운 이 아침 김창완입니다 방송 18주년.
- 2018년 10월 10일 : G1 Fresh FM 개국 15주년.
- 2018년 10월 21일 : 이국주의 영스트리트 방송 폐지.
- 2018년 10월 28일 : G1 Fresh FM 유한솔의 밤& 방송 폐지.
- 2018년 10월 29일 : G1 Fresh FM 엄지민의 밤& 방송 시작.
- 2018년 11월 14일 : 최화정의 파워타임 방송 22주년.
- 2018년 12월 1일 : TBC Dream FM 개국 21주년.
- 2018년 12월 3일 : 정소민의 영스트리트 방송 시작.
- 2019년 1월 27일 : NCT의 night night! 방송 폐지.
- 2019년 2월 2일 : kbc My FM 개국 21주년.
- 2019년 3월 2일 : TJB POWER FM 개국 21주년.
- 2019년 3월 23일 : TBC Dream FM 김선희의 그대 창가에서 방송 폐지.
- 2019년 5월 1일 : 두시탈출 컬투쇼 방송 13주년.
- 2019년 6월 1일 : JIBS New Power FM 개국 16주년.
- 2019년 7월 7일 : 씨네타운 S 방송 폐지.
- 2019년 8월 28일 : JTV MAGIC FM 개국 18주년.
- 2019년 9월 1일 : ubc Green FM 개국 18주년.
- 2019년 9월 9일 : KNN 파워FM 개국 22주년.
- 2019년 9월 26일 : CJB JOY FM 개국 18주년.
- 2019년 10월 2일 : 아름다운 이 아침 김창완입니다 방송 19주년.
- 2019년 10월 10일 : G1 Fresh FM 개국 16주년.
- 2019년 11월 14일 : 최화정의 파워타임 방송 23주년.
- 2019년 12월 1일 : TBC Dream FM 개국 22주년.
- 2019년 12월 15일 : 정소민의 영스트리트 방송 폐지.
- 2019년 12월 20일 : 이준의 영스트리트 방송 시작.
- 2020년 2월 2일 : kbc My FM 개국 22주년.
- 2020년 2월 3일 : KNN 파워FM 머니마니쇼 방송 시작.
- 2020년 3월 2일 : TJB POWER FM 개국 22주년.
- 2020년 4월 5일 : TBC Dream FM 뮤직갤러리 방송 폐지.
- 2020년 4월 6일 : TBC Dream FM 돈 워리 비 해피, 장진영의 해피드림, 조현진의 더 클래식 방송 시작.
- 2020년 4월 26일 : TJB POWER FM 뮤직 브런치 방송 폐지.
- 2020년 4월 27일 : TJB POWER FM 뮤우직포차 방송 시작.
- 2020년 5월 1일 : 두시탈출 컬투쇼 방송 14주년.
- 2020년 5월 2일 : TBC Dream FM 드림FM 가요퍼레이드 방송 폐지.
- 2020년 5월 9일 : JTV MAGIC FM 그대곁에 전세영입니다 방송 폐지.
- 2020년 5월 10일 : JTV MAGIC FM 이윤숙의 뮤직익스프레스 방송 폐지.
- 2020년 5월 11일 : JTV MAGIC FM 서주영의 LOVE 4U, 이정규의 정규방송 방송 시작.
- 2020년 5월 17일 : G1 Fresh FM 당신의 11시 방송 폐지, JTV MAGIC FM 미르의 테마뮤직오디세이 방송 시작.
- 2020년 5월 18일 : G1 Fresh FM 박선영의 영화처럼 방송 시작.
- 2020년 6월 1일 : JIBS New Power FM 개국 17주년.
- 2020년 6월 2일 : SBS 러브FM 붐붐파워 동시 송출.
- 2020년 8월 28일 : JTV MAGIC FM 개국 19주년.
- 2020년 9월 1일 : ubc Green FM 개국 19주년.
- 2020년 9월 9일 : KNN 파워FM 개국 23주년.
- 2020년 9월 20일 : G1 Fresh FM 유한솔의 예감 좋은 날, 엄지민의 밤&, 박선영의 영화처럼 방송 폐지.
- 2020년 9월 21일 : G1 Fresh FM 최PD의 별 헤는 밤, 김우진의 영화처럼, 손민정의 예감 좋은 날 방송 시작.
- 2020년 9월 26일 : CJB JOY FM 개국 19주년.
- 2020년 9월 28일 : KNN 파워FM과 KNN 러브FM을 노래하나 얘기둘 동시방송.
- 2020년 10월 2일 : 아름다운 이 아침 김창완입니다 방송 20주년.
- 2020년 10월 10일 : G1 Fresh FM 개국 17주년.
- 2020년 11월 14일 : 최화정의 파워타임 방송 24주년.
- 2020년 12월 1일 : TBC Dream FM 개국 23주년.
- 2020년 12월 6일 : G1 Fresh FM 손민정의 예감 좋은 날 방송 폐지.
- 2020년 12월 7일 : G1 Fresh FM 김옥영의 예감 좋은 날 방송 시작.
- 2021년 2월 2일 : kbc My FM 개국 23주년.
- 2021년 3월 2일 : TJB POWER FM 개국 23주년.
- 2021년 4월 2일 : KNN 파워FM 음악본색 방송 폐지.
- 2021년 4월 3일 : TBC Dream FM 오늘은 즐거운 가요! 방송 시작.
- 2021년 5월 1일 : 두시탈출 컬투쇼 방송 15주년.
- 2021년 5월 2일 : 이준의 영스트리트 방송 폐지.
- 2021년 6월 1일 : JIBS New Power FM 개국 18주년.
- 2021년 6월 24일 : TJB POWER FM 천안 흑성산 중계소 개소(충남 천안 FM 95.5MHz), 보령 옥마산 중계소 개소(충남 보령 96.1MHz).
- 2021년 7월 12일 : 웬디의 영스트리트 방송 시작.
- 2021년 7월 18일 : TJB POWER FM 천안 흑성산 중계소 완공(충남 천안 FM 95.5MHz), 보령 옥마산 중계소 완공(충남 보령 96.1MHz).
- 2021년 8월 28일 : JTV MAGIC FM 개국 20주년.
- 2021년 9월 1일 : ubc Green FM 개국 20주년.
- 2021년 9월 9일 : KNN 파워FM 개국 24주년.
- 2021년 9월 26일 : CJB JOY FM 개국 20주년.
- 2021년 10월 2일 : G1 Fresh FM 전국TOP 10 가요쇼 IN RADIO 방송 시작, 아름다운 이 아침 김창완입니다 방송 21주년.
- 2021년 10월 10일 : G1 Fresh FM 개국 18주년.
- 2021년 10월 25일 : kbc My FM 시사1번지, 트로트 하이웨이 방송 시작.
- 2021년 11월 14일 : 최화정의 파워타임 방송 25주년.
- 2021년 11월 28일 : G1 Fresh FM 김옥영의 예감 좋은 날 방송 폐지.
- 2021년 12월 1일 : TBC Dream FM 개국 24주년.
- 2021년 12월 4일 : kbc My FM 트로트 하이웨이 방송 폐지.
- 2021년 12월 11일 : kbc My FM 뮤직서핑 매일 방송 시작, 추억찾기 평일과 토요일 방송 폐지.
- 2021년 12월 12일 : kbc My FM Nonstop My FM 방송 폐지.
- 2021년 12월 13일 : kbc My FM 이한위의 찐가요쇼 방송 시작.
- 2021년 12월 18일 : kbc My FM 추억찾기 주말 방송 시작.
- 2021년 12월 26일 : JTV MAGIC FM 미르의 테마뮤직오디세이 연말 방송 폐지.
- 2021년 12월 31일 : JTV MAGIC FM 서주영의 LOVE 4U, 이정규의 정규방송, 장혜라의 행복발전소 연말 방송 폐지.
- 2022년 1월 1일 : JTV MAGIC FM 송슬기의 슬기로운 라디오 방송, 모든 날 모든 순간, 오늘 그대와 오유진입니다 임인년 새해 첫날, 방송 시작.
- 2022년 1월 2일 : JTV MAGIC FM 원옥화의 모카라디오 임인년 새해 첫날, 방송 시작.
- 2022년 2월 2일 : kbc My FM 개국 24주년.
- 2022년 3월 2일 : TJB POWER FM 개국 24주년.
- 2022년 4월 4일 : KNN 파워FM과 KNN 러브FM을 김아라의 생생 라디오 동시방송.
- 2022년 5월 1일 : 두시탈출 컬투쇼 방송 16주년.
- 2022년 6월 1일 : JIBS New Power FM 개국 19주년.
- 2022년 6월 12일 : G1 Fresh FM 김우진의 영화처럼 방송 폐지.
- 2022년 6월 13일 : G1 Fresh FM 당신의 11시 방송 재개.
- 2022년 6월 30일 : kbc My FM 이한위의 찐가요쇼 방송 폐지.
- 2022년 7월 1일 : kbc My FM 서지연의 뮤직 포레스트 방송 시작.
- 2022년 7월 17일 : 붐붐파워 방송 폐지.
- 2022년 7월 18일 : 황제성의 황제파워 방송 시작.
- 2022년 8월 28일 : JTV MAGIC FM 개국 21주년.
- 2022년 9월 1일 : ubc Green FM 개국 21주년.
- 2022년 9월 9일 : KNN 파워FM 개국 25주년.
- 2022년 9월 26일 : CJB JOY FM 개국 21주년.
- 2022년 10월 2일 : 아름다운 이 아침 김창완입니다 방송 22주년.
- 2022년 10월 10일 : G1 Fresh FM 개국 19주년.
- 2022년 11월 14일 : 최화정의 파워타임 방송 26주년.
- 2022년 12월 1일 : TBC Dream FM 개국 25주년.
- 2022년 12월 4일 : JIBS New Power FM 이정민의 뉴파워 FM 방송 폐지.
- 2022년 12월 5일 : JIBS New Power FM 장성규의 뮤직브런치 방송 시작.
- 2022년 12월 25일 : JTV MAGIC FM 원옥화의 모카라디오 연말 방송 폐지.
- 2022년 12월 31일 : JTV MAGIC FM 오늘 그대와 오유진입니다, TBC Dream FM 달콤한 오후 이수정입니다 연말 방송 폐지.
- 2023년 1월 1일 : JTV MAGIC FM 봉쥬르~ 전북, TBC Dream FM 배영서의 유쾌한 12시! 계묘년 새해 첫날, 방송 시작.
- 2023년 1월 2일 : JTV MAGIC FM 라땐뮤직 고기훈입니다 계묘년 새해 첫날, 방송 시작.
- 2023년 2월 2일 : kbc My FM 개국 25주년.
- 2023년 3월 2일 : TJB POWER FM 개국 25주년.
- 2023년 4월 2일 : KNN 파워FM 하이~힐 방송 폐지.
- 2023년 4월 28일 : kbc My FM 시사1번지 백운기 앵커 하차.
- 2023년 5월 1일 : kbc My FM 시사1번지 박영환 앵커 진행 방송 시작, 두시탈출 컬투쇼 방송 17주년.
- 2023년 6월 1일 : JIBS New Power FM 개국 20주년.
- 2023년 7월 2일 : 웬디의 영스트리트 방송 하차.
- 2023년 7월 3일 : 권은비의 영스트리트 방송 시작.
- 2023년 8월 28일 : JTV MAGIC FM 개국 22주년.
- 2023년 9월 1일 : ubc Green FM 개국 22주년.
- 2023년 9월 9일 : KNN 파워FM 개국 26주년.
- 2023년 9월 26일 : CJB JOY FM 개국 22주년.
- 2023년 10월 2일 : 아름다운 이 아침 김창완입니다 방송 23주년.
- 2023년 10월 10일 : G1 Fresh FM 개국 20주년.
- 2023년 10월 17일 : KNN 파워FM과 KNN 러브FM을 이해리의 온나라디오와 오희주의 라디오라떼를 동시방송.
- 2023년 10월 28일 : G1 Fresh FM 전국TOP 10 가요쇼 IN RADIO 방송 폐지.
- 2023년 11월 5일 : G1 Fresh FM 김우진의 영화처럼 방송 재개.
- 2023년 11월 14일 : 최화정의 파워타임 방송 27주년.
- 2023년 12월 1일 : TBC Dream FM 개국 26주년.
- 2024년 2월 9일 : kbc My FM 뮤직 포레스트 서지연 아나운서 하차.
- 2024년 2월 12일 : kbc My FM 김주하의 뮤직 포레스트 방송 시작.
- 2024년 3월 17일 : 아름다운 이 아침 김창완 하차.
- 2024년 3월 18일 : 아름다운 이 아침 봉태규 진행 방송 시작.
- 2024년 3월 30일 : JTV MAGIC FM 라땐뮤직 고기훈입니다 방송 폐지.
- 2024년 4월 1일 : JTV MAGIC FM 김민영의 민영방송, 901 PlayList 방송 시작.
- 2024년 6월 2일 : 최화정의 파워타임 하차.
- 2024년 8월 4일 : 파워타임 방송 폐지, 권은비의 영스트리트 방송 하차.
- 2024년 8월 5일 : 12시엔 주현영 방송 시작.
- 2024년 8월 19일 : 웬디의 영스트리트 방송 재개.
- 2024년 11월 29일 : KNN 파워FM 머니마니쇼 방송 폐지.
- 2025년 1월 4일 : JTV MAGIC FM 김민영의 민영방송 방송 폐지.
- 2025년 1월 5일 : TBC Dream FM 배영서의 유쾌한 12시! 방송 폐지.
- 2025년 1월 6일 : 12시엔 주현영 전국 방송 시작, JTV MAGIC FM 우리가 사랑한 순간들 방송 시작.
- 2025년 1월 15일 : JIBS New Power FM 김민경의 NOW JEJU 방송 폐지.
- 2025년 1월 31일 : kbc My FM 김주하의 뮤직 포레스트 방송 폐지.
- 2025년 2월 2일 : kbc My FM 추억찾기 방송 폐지.
- 2025년 2월 3일 : KNN 파워FM 머니마니쇼 시즌2 방송 시작.
- 2025년 2월 3일 : kbc My FM 행복한 추억찾기 방송 시작.
- 2025년 3월 4일 : ubc Green FM 김수희의 머니를 부탁해 방송 시작.
- 2025년 3월 16일 : JIBS New Power FM 장성규의 뮤직브런치, 동네방송 최재혁의 6시 방송 폐지.
- 2025년 3월 17일 : JIBS New Power FM 장성규 신유정의 라디오를 틀자, 양해림의 요망진 라디오, 이정민의 All4U 방송 시작.
- 2025년 3월 23일 : JTV MAGIC FM 봉쥬르~ 전북 방송 폐지.
- 2025년 3월 30일 : JTV MAGIC FM 마음 한 조각, 일요일 오후 박주은입니다 방송 시작.
- 2025년 4월 27일 : G1 Fresh FM 당신의 11시 폐지.
- 2025년 4월 28일 : G1 Fresh FM 매일 그대와 방송 시작.
- 2025년 7월 7일 : 김주우의 팝 스테이션  방송 폐지.
- 2025년 7월 8일 : 파워 스테이션 방송 시작.

## 방송 권역
- 서울특별시, 인천광역시, 경기도 전 지역, 충청남도 북부, 충청북도 북부, 강원특별자치도 영서 일부 지역

## 방송 송출 시설망
|                                      | 송신소          | 주파수       | 출력 | 호출부호 | 송신소 위치                             |
| ------------------------------------ | --------------- | ------------ | ---- | -------- | --------------------------------------- |
| SBS 파워FM (수도권)                  | 관악산 송신소   | FM 107.7MHz  | 10kW | HLSQ-FM  | 경기 안양시 동안구 비산동 산3-1         |
| SBS 파워FM (수도권)                  | 동두천 중계소   | FM 100.3 MHz | 1W   | HLSQ-FM  | 경기 동두천시 생연동 산43-4             |
| KNN 파워FM (부산·경남)               | 황령산 송신소   | FM 99.9MHz   | 5kW  | HLDG-FM  | 부산 연제구 연산2동 산181-3             |
| KNN 파워FM (부산·경남)               | 불모산 중계소   | FM 102.5MHz  | 1kW  | HLDG-FM  | 경남 창원시 성산구 천선동 산213-8       |
| KNN 파워FM (부산·경남)               | 장군대산 중계소 | FM 105.5MHz  | 1kW  | HLDG-FM  | 경남 진주시 문산읍 상문리 325-5         |
| KNN 파워FM (부산·경남)               | 기장 중계소     | FM 96.3MHz   | 20W  | HLDG-FM  | 부산 기장군 일광읍 삼성리 산41          |
| KNN 파워FM (부산·경남)               | 양산타워 중계소 | FM 96.3MHz   | 20W  | HLDG-FM  | 경남 양산시 동면 석산리 656-30          |
| KNN 파워FM (부산·경남)               | 정관 중계소     | FM 96.3MHz   | 20W  | HLDG-FM  | 부산 기장군 정관읍 달산리 산146-14      |
| KNN 파워FM (부산·경남)               | 감악산 중계소   | FM 106.7MHz  | -    | HLDG-FM  | 경남 거창군 신원면 구사리 산12-1        |
| TBC 드림FM (대구·경북)               | 팔공산 송신소   | FM 99.3MHz   | 5kW  | HLDE-FM  | 경북 영천시 신녕면 치산리 산141-5       |
| TBC 드림FM (대구·경북)               | 조항산 중계소   | FM 99.7MHz   | 1kW  | HLDE-FM  | 경북 포항시 남구 장기면 죽정리 산94-1   |
| TBC 드림FM (대구·경북)               | 학가산 송신소   | FM 106.5MHz  | 500W | HLDE-FM  | 경북 안동시 북후면 신전리 산69          |
| TBC 드림FM (대구·경북)               | 와룡산 중계소   | FM 106.5MHz  | 20W  | HLDE-FM  | 대구 달서구 이곡동 산1                  |
| kbc 광주방송 마이FM (광주·전남)      | 무등산 송신소   | FM 101.1MHz  | 5kW  | HLDH-FM  | 광주 북구 금곡동 산1-1                  |
| kbc 광주방송 마이FM (광주·전남)      | 구봉산 중계소   | FM 96.7MHz   | 1kW  | HLDH-FM  | 전남 여수시 여서동 산160-3              |
| kbc 광주방송 마이FM (광주·전남)      | 구봉화산 중계소 | FM 90.7MHz   | 100W | HLDH-FM  | 전남 광양시 성황동 산228                |
| kbc 광주방송 마이FM (광주·전남)      | 영광 중계소     | FM 104.3MHz  | 10W  | HLDH-FM  | 전남 영광군 영광읍 도동리 산3-6 물퇴봉  |
| TJB 대전방송 파워FM (대전·세종·충남) | 식장산 송신소   | FM 95.7MHz   | 5kW  | HLDF-FM  | 대전 동구 낭월동 300                    |
| TJB 대전방송 파워FM (대전·세종·충남) | 원효봉 중계소   | FM 96.5MHz   | 500W | HLDF-FM  | 충남 서산시 해미면 산수리 산25-1        |
| TJB 대전방송 파워FM (대전·세종·충남) | 흑성산 중계소   | FM 95.5MHz   | 100W | HLDF-FM  | 충남 천안시 동남구 목천읍 교촌리 산32-1 |
| TJB 대전방송 파워FM (대전·세종·충남) | 옥마산 중계소   | FM 96.1MHz   | 100W | HLDF-FM  | 충남 보령시 성주면 개화리 산23-4        |
| JTV 전주방송 매직FM (전북)           | 모악산 송신소   | FM 90.1MHz   | 5kW  | HLDQ-FM  | 전북 김제시 금산면 금산리 산1           |
| ubc 울산방송 그린FM (울산)           | 무룡산 송신소   | FM 92.3MHz   | 3kW  | HLDP-FM  | 울산 북구 화봉동 20-1                   |
| CJB 청주방송 조이FM (충북)           | 우암산 송신소   | FM 101.5MHz  | 3kW  | HLDR-FM  | 충북 청주시 상당구 수동 산2-4           |
| CJB 청주방송 조이FM (충북)           | 가엽산 중계소   | FM 97.9MHz   | 500W | HLDR-FM  | 충북 음성군 음성읍 용산리 산11-4        |
| CJB 청주방송 조이FM (충북)           | 용두산 중계소   | FM 102.7MHz  | 100W | HLDR-FM  | 충북 제천시 신월동 산39-30              |
| JIBS 제주방송 뉴파워FM (제주)        | 견월악 송신소   | FM 101.5MHz  | 3kW  | HLQC-FM  | 제주 제주시 봉개동 산78-1               |
| JIBS 제주방송 뉴파워FM (제주)        | 삼매봉 중계소   | FM 98.5MHz   | 1kW  | HLQC-FM  | 제주 서귀포시 서홍동 822-1              |
| JIBS 제주방송 뉴파워FM (제주)        | 금악 중계소     | FM 97.5MHz   | 100W | HLQC-FM  | 제주 제주시 한림읍 금악리 산1-2         |
| G1 프레쉬FM (강원)                   | 대룡산 송신소   | FM 105.1MHz  | 3kW  | HLCG-FM  | 강원 춘천시 동내면 고은리 산1-2         |
| G1 프레쉬FM (강원)                   | 괘방산 중계소   | FM 106.1MHz  | 1kW  | HLCG-FM  | 강원 강릉시 강동면 정동진리 산19-1      |
| G1 프레쉬FM (강원)                   | 청대산 중계소   | FM 101.3MHz  | 100W | HLCG-FM  | 강원 속초시 도문동 산151                |
| G1 프레쉬FM (강원)                   | 함백산 중계소   | FM 99.3MHz   | 100W | HLCG-FM  | 강원 태백시 황지동 660                  |
| G1 프레쉬FM (강원)                   | 윗도골 중계소   | FM 103.1MHz  | 500W | HLCG-FM  | 강원 원주시 소초면 장양리 산76-39       |
| G1 프레쉬FM (강원)                   | 횡성 중계소     | FM 88.3MHz   | 100W | HLCG-FM  | 강원 횡성군 둔내면 태기리 산1-5         |
| G1 프레쉬FM (강원)                   | 방림 중계소     | FM 90.5MHz   | 5w   | HLCG-FM  | 강원 평창군 평창읍 하리 산1-5           |

## 방송 시간
| 방송 채널  | 연도   | 방송 시작 시간 | 방송 종료 시간               |
| ---------- | ------ | -------------- | ---------------------------- |
| SBS 파워FM | 1996년 | 05:00          | 05:00                        |
| SBS 파워FM | 1996년 | 05:00          | 02:00 (매월 마지막주 화요일) |

## 방송 프로그램 편성표
2025년 7월 7일 기준
| 방송시간    | 프로그램                      | 각 지역 민방별 프로그램 동시 네트워크 송출 여부 | 각 지역 민방별 프로그램 동시 네트워크 송출 여부                                                                         | 각 지역 민방별 프로그램 동시 네트워크 송출 여부       | 각 지역 민방별 프로그램 동시 네트워크 송출 여부                             | 각 지역 민방별 프로그램 동시 네트워크 송출 여부                               | 각 지역 민방별 프로그램 동시 네트워크 송출 여부                                                  | 각 지역 민방별 프로그램 동시 네트워크 송출 여부 | 각 지역 민방별 프로그램 동시 네트워크 송출 여부              | 각 지역 민방별 프로그램 동시 네트워크 송출 여부                                                         | 각 지역 민방별 프로그램 동시 네트워크 송출 여부 |
| 방송시간    | 프로그램                      | KNN 파워FM (부산경남권) | TBC 드림FM (대구경북권)                                                                                                 | kbc 마이FM (광주전남권)                               | TJB 파워FM (대전세종충남권)                                                 | JTV 매직FM (전북권)                                                           | ubc 그린FM (울산권)                                                                              | CJB 조이FM (충북권)                             | JIBS 뉴파워FM (제주권)                                       | G1방송 프레쉬FM (강원권)                                                                                |                                                 |
| ----------- | ----------------------------- | --- | --- | ----------------------------------------------------- | --------------------------------------------------------------------------- | ----------------------------------------------------------------------------- | ------------------------------------------------------------------------------------------------ | ----------------------------------------------- | ------------------------------------------------------------ | --- | ----------------------------------------------- |
| 05:00 06:00 | 이인권의 펀펀 투데이          | ○ | × (음악이 있는 아침, 오늘은 즐거운 가요!)                                                                               | × (MyFM 사운드 오브 뮤직 3부) 06:00 ~ 07:00 ○         | × (05:00 뮤직에세이, 06:00 좋은날 좋은아침)                                 | ○                                                                             | ○                                                                                                | × (05:00 새벽을 여는 친구, 06:00 굿모닝 조이FM) | ○                                                            | ○ |                                                 |
| 07:00       | 김영철의 파워FM               | 전국방송 | 전국방송 | 전국방송                                              | 전국방송                                                                    | 전국방송                                                                      | 전국방송                                                                                         | 전국방송                                        | 전국방송                                                     | 전국방송                                                                                                |                                                 |
| 09:00       | 아름다운 이 아침 봉태규입니다 | × (생생 라디오, KNN 웰빙라이프) | ○ | ○                                                     | ○                                                                           | ○                                                                             | × (전선민의 유쾌한 데이트, 월~토 문지영의 라디오 스타.일요일)                                    | ○                                               | × (장성규 신유정의 라디오를 틀자)                            | × (김우진의 예감 좋은 날)                                                                               |                                                 |
| 11:00       | 박하선의 씨네타운             | × (머니마니쇼 시즌2) | × (돈 워리 비해피, TBC 낮 종합뉴스)                                                                                     | × (박영환의 시사1번지.평일 김다은의 뮤직 포에버.주말) | ○                                                                           | × (901 PlayList, 월~토 고은현의 신명우리가락.일요일)                          | × (김수희의 머니를 부탁해, 월~금 김수희의 11시를 부탁해, 토요일 최지은의 언제나 영화처럼.일요일) | × (최지현의 11시엔 OST)                         | × (양해림의 요망진 라디오)                                   | × (매일 그대와)                                                                                         |                                                 |
| 12:00       | 12시엔 주현영                 | 전국방송 | 전국방송 | 전국방송                                              | 전국방송                                                                    | 전국방송                                                                      | 전국방송                                                                                         | 전국방송                                        | 전국방송                                                     | 전국방송                                                                                                |                                                 |
| 14:00       | 두시탈출 컬투쇼               | 전국방송 | 전국방송 | 전국방송                                              | 전국방송                                                                    | 전국방송                                                                      | 전국방송                                                                                         | 전국방송                                        | 전국방송                                                     | 전국방송                                                                                                |                                                 |
| 16:00       | 황제성의 황제파워             | × (노래하나 얘기둘, KNN 웰빙라이프) | ○ | × (행복한 추억찾기)                                   | × (최덕환의 가요캠프)                                                       | × (우리가 사랑한 순간들, 월~토 마음 한 조각, 일요일 오후 박주은입니다.일요일) | ×(행복한 4시 정윤지입니다, 월~토 이승재의 일요음악특급.일요일)                                   | × (길원득의 음악앨범)                           | × (이정민의 All4U)                                           | ○ |                                                 |
| 18:00       | 박소현의 러브게임             | ○ | ○ | × (kbc 18시 뉴스, 평일 김은민의 뮤직서핑, 매일)       | × (해피 투게더, 매일) TJB 스포츠 프로야구 (화~금/시즌중 한화 홈경기 생중계) | × (송슬기의 슬기로운 라디오 방송.월~토 안준성의 스포츠 익스프레스.일요일)     | ○                                                                                                | × (CJB 라디오살롱)                              | ○                                                            | ○ |                                                 |
| 20:00       | 웬디의 영스트리트             | × (이해리의 온나라디오 (파워FM 수중계),평일, 오희주의 라디오라떼,주말)(매일 혹은 야구 우천시, KNN 프로야구 중계석 (화~일/시즌중 롯데 홈경기, 원정 일부경기(창원) 생중계) | × (이향원의 매직? 뮤직!(매일 혹은 야구 우천시, TBC프로야구 (화~일/시즌중)                                               | ○                                                     | ○                                                                           | ○                                                                             | ○                                                                                                | ○                                               | ○                                                            | ○ |                                                 |
| 22:00       | 배성재의 텐                   | 전국방송 | 전국방송 | 전국방송                                              | 전국방송                                                                    | 전국방송                                                                      | 전국방송                                                                                         | 전국방송                                        | 전국방송                                                     | 전국방송                                                                                                |                                                 |
| 23:00 00:00 | 딘딘의 뮤직하이               | ○ | × (장진영의 해피드림.평일 조현진의 더 클래식.주말 이나래의 한밤의 플레이리스트 월요일 ~ 토요일 TBC 가요아카데미 일요일) | ○                                                     | ○                                                                           | ○                                                                             | ○                                                                                                | ○                                               | ○                                                            | ○ × (밤&,매일)                                                                                          |                                                 |
| 01:00       | 애프터 클럽                   | ○ | ○ | ○                                                     | × (01:00 뮤우직포차, 02:00 심야영화관)                                      | ○                                                                             | ○                                                                                                | ○                                               | ○                                                            | × (01:00 매일 그대와 재방송, 매일, 02:00 뮤직블로그 매일)                                               |                                                 |
| 03:00       | 파워 스테이션                 | △ (오희주의 라디오라떼, 주말) | ○ | × (MyFM 사운드 오브 뮤직 1~2부)                       | ○                                                                           | × (Nonstop 음악산책)                                                          | × (김수희의 잠 못 드는 밤 그대는)                                                                | ○                                               | 새벽 03:00 ~ 04:00 ○ 새벽 04:00 ~ 04:53 × (새벽 4시 FM TOWN) | × (월요일 ~ 금요일 03:00 ~ 04:00 뮤직 블로그) 토요일 ~ 일요일 새벽 03:00 ~ 04:00 ○ 매일 04:00 ~ 05:00 ○ |                                                 |

- 《김영철의 파워FM》, 《12시엔 주현영》은 동시 네트워크로 일제히 방송됐었다.
- 《두시탈출 컬투쇼》 , 《배성재의 텐》도 전국 동시 네트워크로 일제히 방송되지만, TBC Dream FM에서 프로야구 정규 시즌(3월 하순 ~ 9월 중순)엔, 프로야구 중계 방송 관계로 편성이 중단된다. (각각 일요일과 공휴일, 매일)
- 아침 6시 57분부터 밤 9시 57분까지 57분 라이브가, 오전 9시 30분, 낮 12시 30분, 오후 2시 30분, 저녁 7시 30분에는 사랑으로 하나되는 세상과 아침 6시 30분, 아침 7시 56분, 아침 8시 30분, 아침 10시 30분, 아침 10시 56분, 아침 11시 30분, 낮 1시 30분, 오후 3시 30분, 저녁 5시 30분, 저녁 6시 30분, 밤 8시 30분, 밤 9시 30분, 밤 10시 30분까지 SBS 생활정보, 우리말 지킴이, 사랑으로 하나되는 세상이 방송된다.
- 단, 김영철의 파워FM, 12시엔 주현영, 두시탈출 컬투쇼, 배성재의 텐도 모두 전국방송이다.
- 단, 이인권의 펀펀투데이, 아름다운 이 아침 봉태규입니다, 박하선의 씨네타운, 황제성의 황제파워, 박소현의 러브게임, 웬디의 영스트리트, 딘딘의 뮤직하이, 애프터 클럽, 파워 스테이션도 모두 일부 지역 자체 방송이다.
- 단, 논스톱 BGM 프로그램이 아닌 새벽 3시부터 4시 55분까지 유일한 정규 프로그램이다.

## 특집 프로그램

### 함께하는 명절, 나누는 기쁨
SBS 러브FM과 SBS 파워FM의 명절 특집 생방송 프로그램이다. 매년 설날 및 추석 당일에 방송되며 교통정보를 제공한다.

## 시보 멘트
| “ | FM 107.7㎒ 여러분의 SBS 파워FM입니다.                                  | ” |
|   | — 1996년 11월 14일 ~ 1999년(광고가 없는 시보에서는 2004년까지 사용함.) |   |

| “ | FM 107.7㎒ SBS 파워FM입니다. HLSQ | ” |
|   | — 1999년 ~ 현재                   |   |

## 시보 광고

### 정각 시보
- 나래이동통신 나래텔
- LG유플러스
- KG모빌리티
- SK텔레콤
- SK이노베이션
- 선진 크린포크
- Yes24
- 현대자동차
- 기아
- 르노코리아

### 고릴라 정각시보
- 현재는 공익광고랑 뮤지컬 광고 후 고릴라 로고송이 나온 뒤 시보가 나온다.
- 공구우먼
- 임금님표 이천

### 30분 시보
- ADT캡스
- 박문각
- 태영건설
- 코리아 드라이브 1577-1577

### 고릴라 30분 시보
- 베스트슬립
- 기쁜수면
- 핀넷베게
- 무광고

## 로고송
| “ | SBS~ 파워 FM~                                           | ” |
|   | — 1996년 ~ 2000년, 2016년 ~ 현재 (아이유 리메이크 버전) |   |

| “ | 파워~ FM!       | ” |
|   | — 2000년 ~ 현재 |   |

| “ | I've got the Power~ Yeah~ I've got the Power~ SBS 파워 FM! | ” |
|   | — 2016년 ~ 현재 (김연우 버전)                              |   |

| “ | 그대와 발을 맞춰 나란히~ 행복을 만나러 가는 길 (행복해~) 기분 좋은 콧노래가 랄랄라~ 그대와 함께 언제나~ (SBS~) 파워 FM~ | ” |
|   | — 2016년 ~ 현재 (EXO 버전)                                                                                              |   |

| “ | 대한민국 1등 Radio~ 107.7~ 107.7 (영어로) 다 같이 주파수를 맞춰 Let's choice~ no.1 Radio 그대 함께 say~ (say~) SBS~ 파워 FM! | ” |
|   | — 2016년 ~ 현재 (EXO 버전)                                                                                                   |   |

| “ | 힘을 내요 슈퍼 파워~ SBS 파워F.M~ | ” |
|   | — 2019년 ~ 현재                   |   |

## 역대 진행자
- 가요풍경
  - 허수경

- 고릴라디오
  - 남궁연

- 그대곁에
  - 오미희
  - 채시라

- 그대의 향기
  - 김현주
  - 송채환

- 대단한 라디오
  - 장기하
  - 케이윌

- 동고동락
  - MC 몽
  - 송은이, 신봉선

- 러브 러브
  - 소유진

- 러빙 유
  - 윤현진

- 모닝 익스프레스
  - 신정원
  - 이혜승

- 뮤직 라이브
  - 신성우
  - 이현우
  - 한동준

- 뮤직 토피아
  - 장호일

- 뮤직하이
  - 김형중
  - 김지연
  - 김형준
  - 존박
  - 우원재
  - 이병희
  - 정엽

- 빅스 엔 케이팝
  - 엔

- 사랑느낌
  - 김지호

- 사랑의 테마
  - 송도영

- 사운드 오브 뮤직
  - 조정식
  - 이병희
  - 이현경
  - 최혜림
  - 유혜영

- 스위트뮤직박스
  - 정지영
  - 정미선
  - 정가은

- 스트레스 제로
  - 이성미

- 신해철의 고스트 스테이션
  - 신해철

- 씨네타운
  - 송승환
  - 심혜진
  - 이승연
  - 공형진
  - 박선영
  - 박하선

- 아름다운 이 아침
  - 김미숙
  - 김창완

- 앗! 2시다
  - 변정수

- 애프터 클럽
  - 배순탁 (월요일)
  - 물렁곈 (화요일)
  - 프라이머리 (일요일)

- 영스트리트
  - 김예분
  - 이성미
  - 채리나
  - 이지훈
  - 클릭비
  - 하하
  - MC 몽
  - 장근석
  - 김희철
  - 박희본
  - 김규종
  - 박정민
  - 김희철
  - 황광희
  - 김예원
  - 붐
  - 케이윌
  - 이국주
  - 정소민
  - 이준

- 오늘 같은 밤
  - 정선희
  - 장예원

- 올드스쿨
  - 김창렬

- 월드 팝스, 0시의 리퀘스트
  - 성시완

- 음악 세계
  - 전영혁

- 이동진의 그럼에도 불구하고
  - 이동진

- 주말 유나이티드
  - 배성재

- 텐텐클럽
  - 김승현
  - 배두나
  - 박진희
  - 양미라
  - 김동완
  - 환희
  - 브라이언
  - 박용하
  - 하하
  - 이적
  - 스윗 소로우
  - 이석훈

- 트로트 하이웨이
  - 태진아
  - 김정일
  - 송영길

- 파워 스테이지 더 라이브
  - 정엽

- 파워 잉글리시
  - 곽영일

- 파워 플러스
  - 박은경

- 파워FM
  - 이숙영
  - 박은지
  - 호란

- 파워타임
  - 최화정
  - 김호영

- 팝스 천국
  - 곽영일

- 펀펀 투데이
  - 김영철

- 해피투게더
  - 허수경

- 행복한 아침
  - 김태욱
  - 김민지
  - 배성재

- FM 모닝와이드
  - 김소원

- FM ZINE
  - 조정식

- Listen Up!
  - 롤러코스터

- NCT의 night night!
  - 재현
  - 쟈니

- Oops! English
  - 유수연

- 2시 탈출
  - 박철
  - 유정현

## 제휴 네트워크
| 방송국명 | 애칭           | 방송 권역                                                                     | 개국일           |
| -------- | -------------- | ----------------------------------------------------------------------------- | ---------------- |
| SBS      | SBS 파워FM     | 서울특별시 · 인천광역시 · 경기도 · 강원특별자치도(원주시, 문막읍 반계리)      | 1996년 11월 14일 |
| KNN      | KNN 파워FM     | 부산광역시 · 경상남도                                                         | 1997년 9월 9일   |
| TBC      | TBC 드림FM     | 대구광역시 · 경상북도                                                         | 1997년 12월 1일  |
| 광주방송 | kbc 마이FM     | 광주광역시 · 전라남도                                                         | 1998년 2월 2일   |
| 대전방송 | TJB 파워FM     | 대전광역시 · 세종특별자치시 · 충청남도                                        | 1998년 3월 2일   |
| 전주방송 | JTV 매직FM     | 전북특별자치도                                                                | 2001년 8월 28일  |
| 울산방송 | ubc 그린FM     | 울산광역시 · 부산광역시 · 경상남도 양산시 일부 · 경상북도 포항시, 경주시 일부 | 2001년 9월 1일   |
| 청주방송 | CJB 조이FM     | 충청북도 · 세종특별자치시 일부 · 강원특별자치도 원주시 귀래면                 | 2001년 9월 26일  |
| 제주방송 | JIBS 뉴-파워FM | 제주특별자치도                                                                | 2003년 6월 1일   |
| G1방송   | G1 프레쉬FM    | 강원특별자치도                                                                | 2003년 10월 10일 |

## 같이 보기
- KBS 제3라디오
- SBS 러브FM
- TBS FM
- cpbc FM
- YTN 라디오
- EBS 1TV
- KTV 국민방송
- 연합뉴스TV JOB